# Jim Carroll
James Dennis "Jim" Carroll (Nova Iorque, 1 de agosto de 1949 – Nova Iorque, 11 de setembro de 2009) foi um escritor, poeta e músico punk estadunidense. Carroll é conhecido por sua obra autobiográfica The Basketball Diaries de 1978, que foi adaptada para o cinema em 1995 e protagonizada por Leonardo DiCaprio.

## Biografia
Carroll nasceu de uma família da classe trabalhadora de ascendência irlandesa, e cresceu no Lower East Side de Nova York . Quando ele estava prestes a completar onze anos (na sexta série), sua família mudou-se para o norte para Inwood em Upper Manhattan, onde ele participou da Good Sheperd School. Ele foi ensinado na LaSalle Christian Brothers, e seu irmão na sexta série notou que ele poderia escrever e encorajou-o a fazê-lo. No outono de 1963, ele entrou na escola pública, mas logo foi premiado com uma bolsa de estudos para a Trinity School. Ele freqüentou a Trinity de 1964 à 1968.
Além de se interessar por escrito, Carroll era um jogador de basquete all-star ao longo de sua escola. Ele entrou para a "Liga Biddy " aos 13 anos e participou da National High School de All Star Game em 1966. Durante este tempo, Carroll estava vivendo uma vida dupla como um viciado em heroína que se prostituía para pagar seu hábito, mas ele também estava escrevendo poemas e frequentando oficinas de poesia no Projeto Poesia de São Marcos.
Ele brevemente participou Wagner College e Universidade de Columbia.

## Morte
Carroll morreu de um ataque cardíaco, aos 60 anos, enquanto trabalhava em sua casa em Manhattan em 11 de setembro de 2009.

## Obras
Poesia
- Organic Trains (1967)
- 4 Ups and 1 Down (1970)
- Living at the Movies (1973)
- The Book of Nods (1986)
- Fear of Dreaming (1993)
- Void of Course: Poems 1994-1997 (1998) ISBN 0-14-058909-0

Diários/prosa
- The Basketball Diaries (1978)
- Forced Entries: The Downtown Diaries (1987)
- The Petting Zoo (2010)

## Discografia
Álbuns
- Catholic Boy (1980)
- Dry Dreams (1982)
- I Write Your Name (1983)
- A World Without Gravity: Best of The Jim Carroll Band (1993)
- Pools of Mercury (1998)
- Runaway EP (2000)